# 최용신
최용신(崔容信, 1909년 8월 12일~1935년 1월 23일)은 한국의 독립운동가, 농촌계몽운동가이며, 경기도 수원군 반월면 사리(현재 경기도 안산시 본오동)에서 봉사한 농촌운동가이다. 이후 소설가 심훈의 대표작인 《상록수》의 모델이 되기도 했다.

## 생애

### 인물 배경

#### 최용신의 집안
최용신은 1909년 함경남도 현면 두남리에서 태어났다. 두남리는 원산읍에서 (오늘날의 강원도 원산시) 10리 정도 사이에 위치한 명사십리의 푸른 솔과 흰 모래, 그리고 해당화가 있는 아름다운 곳이다. 당시의 이 지역은 원산과 가까운 항구도시였으며, 원산 보다도  비교적 일찍 개화된 도시였다. 천주교와 정교회와 성공회가 중부지방에서 자리잡음과 달리, 개신교가 개신교 선교사들이 서상륜 등의 북한 사람들과 함께 성서를 우리말로 옮긴 성서번역 역사와 한국교회사 처음 개신교 교회가 황해도 소래교회임을 생각해보면 알 수 있듯이 개신교가 북한에서부터 자리잡았기 때문에 함경남도 현면 두남리에서도 개신교가 일찌감치 자리를 잡았고, 한민족을 존중하는 이들의 보금자리이기도 하였다. 최용신의 집안은 정치적 격변에 휩싸여 귀양 오기 전 까지 경주 최씨 문중으로 경주에서 지냈다. 이러한 시대배경 속에서 최용신은 개화된 집안에서 태어났다. 조부는 사재를 들여 사립학교를 세웠으며, 나라를 지키는 일은 오로지 교육뿐이라 생각하여 가난해서 학교를 나가지 못하는 아이들을 직접 가르쳤다. 최용신의 아버지인 최창희는 민족주의자로 1920년 미의원한국방문단에 한국독립의지를 전하다가 연행되었으며, 중도 좌파와 우파가 1925년에 통합한 독립운동 단체인 신간회 덕원지회 부회장을 역임하였다. 조부와 아버지의 애국애족의 정신은 최용신에게 승계된다. 최용신의 큰아버지는 경제력을 가졌던 분이고, 개신교가 들어와 한민족의 의식을 깨쳤기 때문에 여성들의 공부에 너그러운 터라 최용신을 학교에 보내어 공부시켰다. 최용신의 막내삼촌인 최만희는 연세대학교를 나와 군정청 상무부 무역국장을 지냈다
최용신의 고모인 최직순은 최용신보다 2살 위였으며  이화여전 영문과를 졸업후 이화여고 교사를 거쳐 미국 유학을 갔다. 그리고 최용신과 같이 YWCA활동가였다.  말년에는 샘골에 와서 6개월 동안 샘골 학생들에게 영어를 가르침으로써 최용신의 농촌활동을 함께 하기도 했다.

### 학업

#### 두남학교 시절
최용신은  8살이 되던 해인 1918년 봄에 두남학교에 입학한다. 두남학교에서 애국지사 이신애를 만난다. 이신애는 원산지역 항일조직을 만들고 주민을 위한 부흥회도 열었다. 경성에서 만세시위를 하다가 일본 순경에게 체포되어, 투옥되고 그곳에서도 일제에 투쟁하다 고문을 당한다.

#### 루씨학교시절
2년 뒤 1920년 최용신은 중학교에 해당하는 루씨여자보통학교로 전학간다. 그리고 1924년 루씨여자고등보통학교 (지금의 원산루씨고등여학교)로 진학하여 공부했다. 루씨여자고등보통학교는 당대 이름난 개신교 여학교 5곳 중 한 학교(이화학당, 배화학당, 숭의여고, 호수돈여고)였으며 최용신이 졸업한 1928년의 졸업생은 단 21명 이었다. 그중에서도 최용신은 여학교를 수석으로 졸업한 엘리트로, 루씨여자고등보통학교에서  20년 동안 성서를 가르친 전희균 목사가 말하길 최용신은 루씨여학교 재학 중 성서 시험에서 단 한 번의 예외 없이 만점을 받았다고 한다. 최용신은 여자고등보통학교 즉 여고생 시절부터 사회활동(두호구락부와 교회를 통한 토론회)을 하며 농촌 문제와 사회 문제에 관심을 가졌다. 그리고 최용신이 졸업하면서 신문에 기고한 “교문에서 농촌에(1928.04.01. 조선일보)”를 보면 최용신이 학교에서 배우고 느낀 것에 대한 그녀의 생각을 알 수 있다..

#### 협성여자신학교 시절
루씨여자고등보통학교를 졸업한 최용신은 전희균 목사의 권유로 1929년 협성여자신학교(지금의 감리교신학대학교) 신학과 본과에 진학했다. 신학교 재학 중에 최용신은 황에스더 선생을 만나서 농촌계몽운동에 더욱 확고한 뜻을 기울이게 되었다. 황에스더선생은 여성비밀결사체의 모체인 ‘송죽회’와 대한민국애국부인회를 조직하여 활동한 운동가로 협성신학교의 교수로 재직하고 있었고 YWCA와 긴밀한 관계를 맺으며 학생들에게 농촌활동의 기회를 열어주었다. 지금에 빗댄다면 여성 신학생이 감리교신학대학교에서 신학자의 권유로 농촌빈곤층을 돕는 활동을 결심한 것이다. 입학 한 후 얼마 되지 않아 최용신은 황해도 수안 용현리로 황에스더와 학우 김노득과 함께 농촌으로 실습 활동을 가게된다. 용현리는 주민들의 대부분이 문해자들과 극빈계층에 속한 마을이었다.  지역민들은 농촌운동을 하려는 두 청년에 대해 관심을 보이지 않았으며, 최용신은 실패하였다. 하지만 김노득은 이에도 포기하지 않았으며, 피나는 인내와 노력으로 성공적으로 실습을 마칠 수 있었다. 용현리 농촌 실습은 최용신에게 관념적으로 생각만 했던 농촌운동을 실제적으로 실습하고, 농촌운동이 얼마나 어려운 것인지를 체험하는 중요한 계기가 되었다. 최용신은 이것을 교훈으로 삼아 학업에 더 열중하며, 이듬 해 경상북도 포항 옥마동으로  두 번째 실습을 나가게 되었다. 두 번째 실습지에서 짧은 기간이지만, 최용신은 황해도에서 농촌운동을 하면서 농민들의 삶을 보고 배웠기 때문에, 지역 농민들의 신임을 얻을 수 있었으며 성공적으로 실습을 끝낸다.

#### 농촌계몽활동

###### 샘골에 오다
1931년 10월, YWCA의 파송으로 최용신은 천곡(샘골; 현 안산)에서 계몽운동을 시작하게 되었다. 천곡(샘골)강습소는 장명덕  전도사가 수원에서 교육자로서 활동한 밀러 선교사의 요청으로 개원한 강습소이다. 밀러 선교사는 샘골에서 어린이들을 가르쳐보았더니, 교육수요가 높은 것을 알았다. 순회강습으로는 교육수요를 채울 수 없자, 천곡(샘골)강습소를 강화시키고 싶어서 YWCA에 인수 요청을 한다. 현장을 둘러본 후에 천곡(샘골)강습소를 인수한 YWCA는 최용신을 파견한다.
최용신이 처음 샘골에 강습소 교사로 파견되었을 때 천곡(샘골)사람들은 세상을 모르는 젊은 여성이 무엇을 하겠냐며 무시했다. 마을 사람들의 무관심 속에 최용신은 마을 공동체의 일원이 되기 위해 밤낮으로 노력한다. 공부 뿐만이 아니라 농사철에 농민들을 도와 밭일을 했으며, 마을의 궂은 일들을 도맡아 했다. 주민들의 신뢰를 얻은 최용신은 아이들의 공부 뿐만 아니라 매일 성서, 수예, 한글, 집안 살림, 재봉 등 실용적인 과목들도 함께 가르치기 시작하였다. 이러한 최용신의 농촌운동은  교육보다 생계를 잇는 일이 더 중요하다고 생각했던 농민들의 의식을 바꿨으며, 아이들을 열심히 가르치는 최용신을 보면서 배움의 가치를 존중하게 되었다.
최용신에게 배우려는 사람들은 점점 늘어났으며 소문을 들은 옆동네 아이들까지 예배당에 모여 강습소는 오전반, 오후반, 야간반의 3부로 운영되었다. 오전반과 오후반이 끝나면 가정순회지도, 개인전도를 다니며 밤에는 다시 야학을 인도하였다. 이러한 최용신의 헌신으로, 천곡(샘골)은 완전히 하나가 되었다. 최용신은 이른 아침부터 밤늦게까지 강습소를 운영했으며 강습소를 연지 석 달 후, 예배당에 100명이 넘는 아이들이 다니게 된다. 많아진 아이들을 전부 수용하지 못하게 되자 관계 당국에 ‘강습소 창설 인가원’을 제출해 다음 해 5월 인가를 받게 된다. 하지만 일본 순경이 학생들의 정원을 60명으로 제한하라는 제재가 가해져 아이들을 수용하지 못하게 되자, 최용신은 새로이 학원을 확장해 세우기로 결심한다. 추석놀이가 있던 날 최용신은 마을 사람들을 모아놓고 학원 건립의 필요성을 설명하였으며, 마을 주민들은 ‘천곡(샘골)학원 건축발기회’를 조직하고 돈을 모아 300원을 기부하는 등의 큰 성의를 보였는데, 부채를 갚았을 정도로 마을 주민들의 기부는 농촌활동가들에게 큰 도움이 되었다. 최용신은 농민들의 성의가 매우 고마웠기 때문에, 기부받은 돈 300원 중 150원으로 학원 건축을 시작하고, 직접 공사현장을 뛰는 등 학원 건립에 대한 큰 열정을 보였다. 이 사건을 심훈 선생은 《상록수》에서 최용신 선생을 본보기로 한 채영신 선생을 창작하여 아무런 미화없이 그렸다.1933년 1월 15일, 천곡(샘골)학원이 완공되었으며, 천곡(샘골)마을과 주변 마을의 아이들이 학원의 학생이 되었다.

###### 일제의 탄압과 활동비 지원 삭감
하지만 당시 시대에 일본이 식민지 지배를 위해 식민사학 즉, 한민족을 지배하기 쉽도록 한민족의 자존감을 낮추는 사학을 가르치는 공립보통학교의 지원자는 줄고, 한민족의 자존감을 가르치는 민족학교인 천곡(샘골)학원의 학생들은 늘어나자, 일본 교육부는 학원을 탄압하며 강제로 수업을 정지시켰다. 최용신은 이에 굴하지 않고 계속되는 감시와 탄압 속에서도 태극기를 그려놓고, 일본어가 아닌 조선어를 국어라고 가르치며, 학생들에게 무궁화가 그려진 학원의 마크를 모자 앞에 달고 다니게 하여 민족의식을 가르쳤다. 하지만 일본의 탄압은 날이 갈수록 심해졌다. 더불어 YWCA에서 매달 보조해 주던 30원을 2년 만에 15원으로 삭감하였으며, 최용신은커녕 보조선생의 임금도 챙겨주지 못하게 되었다.

#### 일본유학
현재의 지식으로는 농촌계몽운동에 한계를 느낀 최용신은 새로운 지식과 농촌운동의 필요성을 느끼게 되고 1934년 일본 유학을 결심했다.일본에는 최용신의 여동생인 최용경과 10년전에 큰아버지의 허락을 받아 약혼한 약혼자 김학준이 이미 유학으로 건너가 공부하고 있었다.  전재풍 목사의 아내인 김복희 여사에게 학원을 맡기고 고베여자신학교 사회사업과로 유학을 간다.  사회사업과에 진학한 이유는 사회복지학을 공부하여 농민운동의 전문성을 기르고자 함이었다.  4년 만에 다시 학생의 신분이 된 최용신은 조선인 학생들의 정기모임에 참여하며, 양로원 방문단에도 참여하는 등 열정적으로 학교생활에 참여하였다. 고베여자신학교 재학 중 교지에 집필한 ‘나의 소감’은 ‘세계를 형제같이 사랑해야한다.’며 사해동포적인 사랑을 이야기한다.
일본에서 재회한 최용신의 약혼자 김학준은 최용신에게 청혼을 했다. 하지만 최용신은 자신도 연구차로 유학에 왔으며 김학준도 아직 학업중이기에 졸업 후 귀국해 같이 농촌사업을 목표를 이룰 때까지 결혼은 잠시 미루자고 한다.

### 죽음

#### 샘골로 돌아오다
최용신은 일본으로 유학간 지 불과 3개월 만에 과로로 인해 각기병 등 여러 가지 병이 나서 더 이상 공부하지 못하게 된다. 요양을 위해 고향인 원산으로 돌아가려하지만 천곡(샘골) 사람들의 간절한 요청으로 천곡(샘골)으로 다시 오게 된다. 최용신이 일본에 유학을 가있던 동안 천곡(샘골)은 뒤숭숭하여 자리를 잡지 못했었다. 후임 선생님에 대한 기대가 너무 커서 후임 선생님에 대한 불만이 끊이질 않아, 계속해서 교사가 바뀌는 등 어수선한 분위기였다. 결국 최용신은 천곡(샘골)으로 돌아오게 된다. 최용신이 다시 돌아오자 천곡(샘골)은 안정을 찾는다. 《여인열전》9부 의인의 시대:최용신(이덕일 지음,김영사)483장에 따르면, 마을 농민중 한 분은 농촌운동가 류달영 선생에게 건강이 나쁜 최용신 선생께서 아무 일도 하시지 못하셨는데도, 마을이 안정되었다고 말했다. 마을 사람들은 천곡(샘골)으로 돌아온 최용신에게 정성을 다하며 병간호를 한다. 덕분에 그녀의 건강은 차츰 회복되어 갔으나 YWCA가 재정난으로 더 이상 천곡(샘골)교회를 돕지 못한다는 소식과 함께 1934년 10월에는 보조금을 완전히 끊는다고 최후통첩을 해 왔다. 최용신은 사회에 도움을 청하기 위해 ‘여론’이라는 잡지에 ‘농민의 하소연’이라는 글을 기고한다.

#### 사망
몸이 채 낫지도 않은 채 수업을 강행하던 최용신은 결국 1935년 1월 18일에 장중첩증으로 쓰러지고 수원도립의원에 입원한다. 수술을 두 번씩이나 하지만 차도가 없었고 화농성복막염으로 돌이킬 수 없는 상태가 되어있었다. 결국 최용신은 1935년 1월 23일, 사망한다.

#### 장례

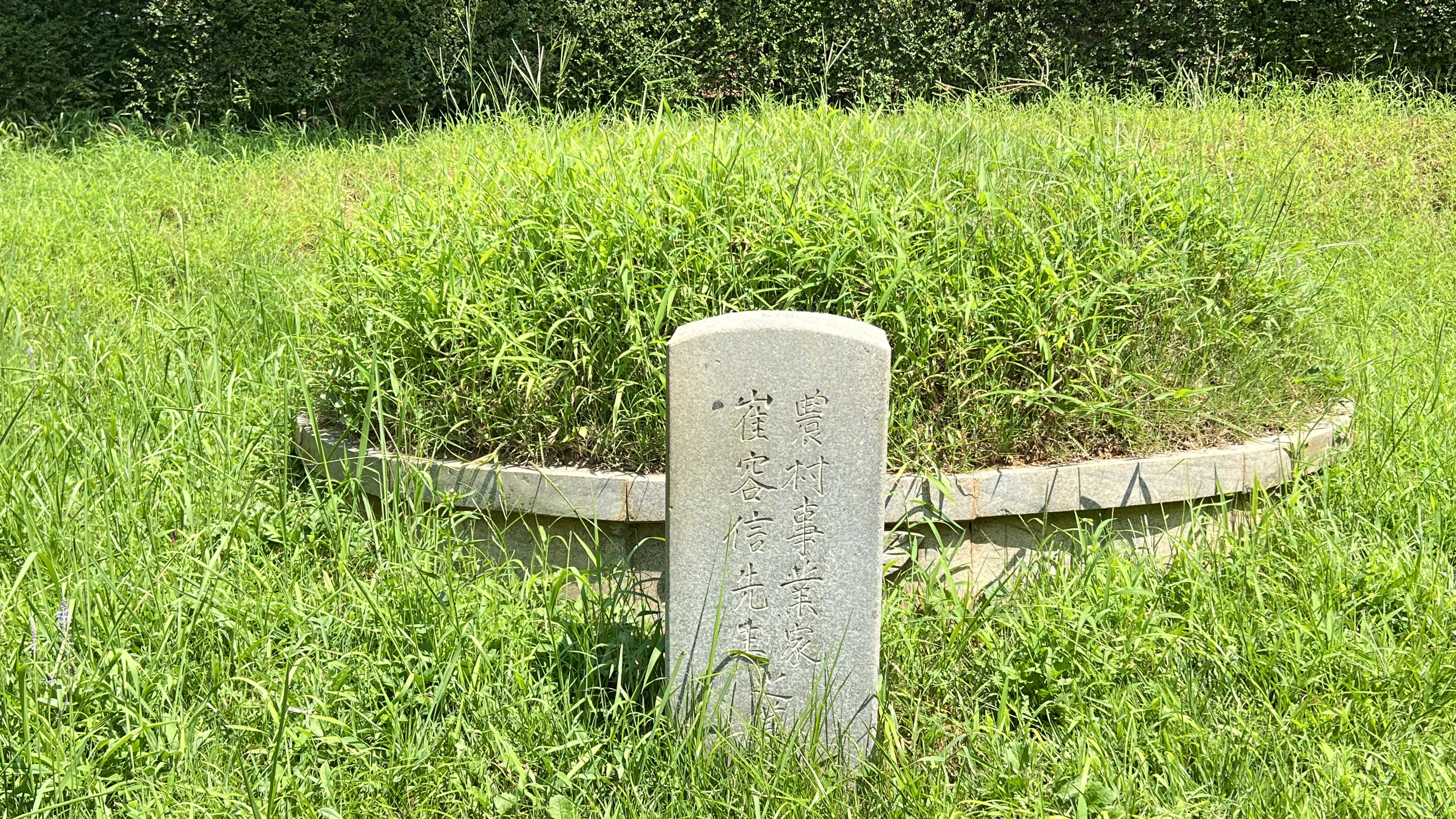
최용신의 묘

그녀는 죽는 순간까지도 천곡(샘골)을 생각하였다. 사경을 오가는 와중에도 어린 학생들의 진로를 걱정하며 자신이 죽은 뒤에도  학원을 운영해 달라 하고 자신을 학원이 잘 보이는 곳에 묻어달라고 유언했다. 최용신의 집안에서는 원산으로 유해를 옮겨 장례식을 치르겠다고 했고, 결혼을 약속한 사이인 김학준은 비록 혼인은 하지 않았으나 10년간 약혼한 사이로 자신의 집안사람이나 다름없다고 하며 자신들의 선산에 묻을 것을 주장했다. 이에 대해  천곡(샘골) 마을 사람들은 최용신의 유언대로 천곡학원 근처를 묫자리로 삼고 사회장으로 장례식을 진행할 것을 주장했다. 결국 최용신의 집안과 김학준의 집안은 샘골 마을 사람들의 완강한 주장을 이길 수 없었고, 천곡(샘골)교회와 천곡(샘골)학원의 연합의 사회장으로 결정되었다.

### 기념

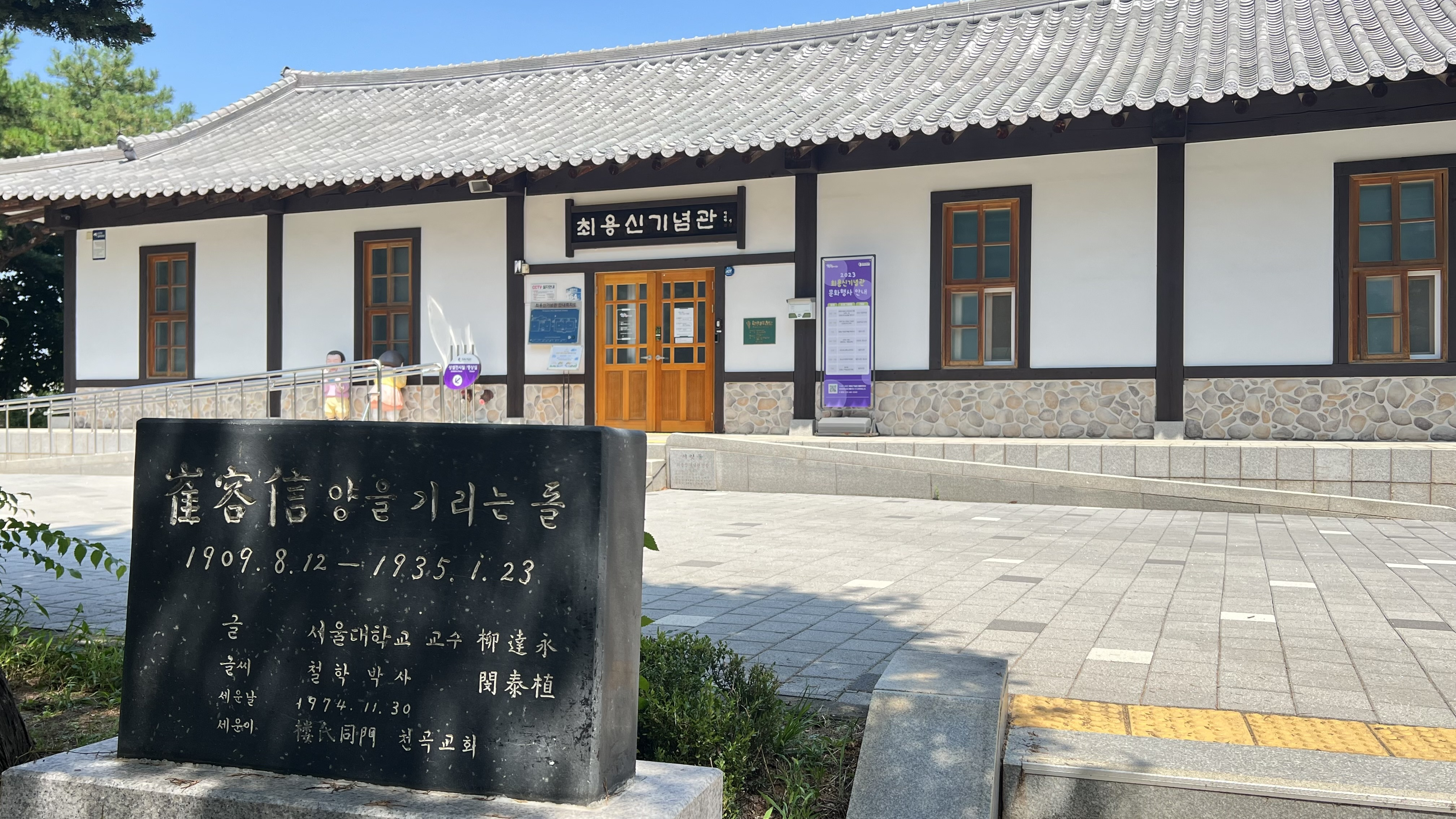
최용신기념관

### 언론보도
1935년 1월 27일자 조선중앙일보는 ‘수원군하의 선각자’ ‘무산아동의 자모 이십삼세의 일기로 최용신 양 별세, 사업에 살든 여성’이란 제목으로 보도했다. 그해 동아일보사 발행의 잡지 ‘신가정‘ 5월호는 마을사람들의 최용신에 대한 증언을 기록한 ’영원불멸의 명주, 고 최용신 양이 밟아 온 업적의 길, 천곡(샘골)학원을 찾아서‘라는 기사를 실었다.

### 상록수
1935년 8월, 동아일보사 창간 15주년 기념 장편 소설 현상 공모전에 최용신의 이야기를 모델로 한 심훈의 <상록수>가 당선작으로 발표된다. 이후 1936년 신문에 연재된 <상록수>는 소설 상록수로 발행된다.

### 성서조선
1939년 <성서조선> (1927년 무교회주의자들이 창간한 신앙동인지)의 주필(편집 총 책임자) 김교신은 최용신의 생애를 전기로 남기기로 한다. 수원고등농림학교 재학 시 후원금 문제로 최용신과 만난 적이 있는 류달영에게 집필을 부탁해 그해 가을 ‘눈 속에서 잎 피는 나무’라는 제목의  <최용신 소전>이 출판된다.

### 영화 상록수
심훈은소설 상록수를 영화로 만들고 싶어 했다. 하지만 총독부의 검열 심화로 영화 제작의 꿈을 이루지 못하고, 1936년 6월에 요절하고 만다. 이후 1961년 9월 신상옥 감독 연출, 최은희 주연의 영화 상록수가 개봉을 한다. 영화 <상록수>의 흥행은 황폐해진 나라를 되살리자는 새마을 운동 정신으로 이어졌다. 1978년 임권택 감독 연출, 한혜숙 주연의 영화 상록수도 개봉했다.

### 용신봉사상
한국여성단체협의회에서는 1964년부터 최용신의 공로를 기념하여 사회발전에 창의성을 발휘하고 헌신적으로 봉사한 공로자에게 수여하는 ‘용신봉사상’을 제정해 시상해오고 있다.
1990년대 들어서는 안산시가 최용신 기념사업의 일환으로 최용신의 애국계몽정신을 기리기 위한 ‘최용신 봉사상’을 제정해 시상해오고 있다.

### 독립운동가 추서
최용신 순국 60주년이 되던 1995년 “최용신사업추진위원회”의 김우경은 홍석필, 김명옥과 함께 국가보훈처에 최용신을 독립운동가로 추서하는 신청을 냈다. 당시 청원서를 제출했던 김명옥씨에 의하면, 청원서를 접수한 직원은 “소설의 여주인공을 왜 독립유공자로 추서 신청을 하느냐?”라고 물었다고 한다. 최용신에 대한 당대의 신문 기사가 사료로 채택되어 1995년 최용신은 건국훈장 애족장을 추서 받았다.
2001년에는 문화관광부가 지정하는 ‘2월의 문화인물’로 선정되어 유훈비가 건립되었고, 2005년 1월에는 국가보훈처의 ‘이달의 독립운동가’로 선정되었다.

### 용신기념관
2004년 최용신의 제자인 홍석필이 최용신 기념관 건립을 위해 건물과 땅을 팔아 약 1억 5천원을 기탁하였다. 이를 바탕으로 2007년 11월 안산 상록구, 천곡(샘골)강습소가 있던 그 자리에 최용신 기념관이 개관했다. 또 안산시청으로 통하는 광덕로와 만나는 사리사거리에서 기념관 근처
를 거쳐 수인산업도로와 연결된 북고개삼거리까지의 도로가 최용신의 업적을 기념하여 용신로라고 명명되었다.

## 사상

### 교문에서 농촌으로
| 수일에 불과하여 중등 학업을 마치게 되니, 기쁨도 있으려니와 반면에 애연한 느낌도 없지 않다. 인연 깊고 정 쌓인 루씨 동산을 떠나게 되니 형편과 처지가 다같은 우리들은 이 자리를 당하여 회고의 느낌과 새로운 희망과 포부를 가졌을줄 안다. 이제 우리는 교문을 떠나 사회에 발을 들여놓게 되었다. 우리의 전도는 평탄하다고는 도저히 믿을 수 없다. 그는 즉 이 사회가 부족함이 있고 없는 것이 많은 까닭이다. 그러므로 이 사회는 무엇을 요구하며, 누구를 찾는가? 그는 무엇보다도 누구보다도 사회는 신 교육을 받고 나아오는 신 인물을 요구한다. 그중에서도 더욱이 현대 중등 교육을 받고 나오는 여성을 가장 요구하는 줄 안다. 그는 여성이 남성보다 출중하여 그런 것이 아니라, 조선의 재래를 보면 남성들의 다소의 노력과 활동이 있었으나 그 노력과 활동으로서 그만한 성과를 얻지 못하였다.그는 남성의 노력이 부족하여 활동이 적은 까닭이 아니다. 원래 이 사회의 조직은 남,녀 양성으로 된것이다. 재래로 우리 조선 여성이 반만년동안 암흑 중에 묻히어 사회의 대세는 고사하고 자기 개성조차 망각하고 말았다. 그러므로 남녀 양성을 표준한 이 사회에서 남성 편중의 활동과 노력뿐만으로서는 원만한 발달을 받을 수 없을 것이다. 이 점에 있어 우리 교육을 받은 여성이 자각하고 책임의 분을 지고 분투한다고 하면 비로소 완전한 사회를 건설할 줄로 믿는다. 이 의미에서 중등의 교육을 마친 우리들은 자기의 이상하는 바에 의하여 자기 힘자라는 데까지 노력하지 않으면 안 될 것이다. 이제 그 활동의 첫 걸음은 무엇보다 농촌 여성의 지도라고 생각한다. 나는 농촌에 자라난 고로 현실 농촌의 상태를 잘 안다. 그러므로 내가 절실히 느끼는 바는 농촌의 발전도 구경은 여성의 분투에 있음을 안다. 참으로 현대 교육받은 여성으로서 북더기 쌓인 농촌을 위하여 몸을 헌신하는 이가 드문 것은 사실인 동시에 유감이다. 문화의 눈이 어두운 구 여성만 모인 농촌에 암흑에서 진보되지 못한다하면 이 사회는 언제든지 완전한 발전을 이루지 못할 것이다. 이 농촌 여성의 향상은 중등교육을 받은 우리들의 책임임을 알아야 할 것이다. 그러면 중등교육을 받고 나아가는 우리로 화려한 도시의 생활만 동경하고 안일의 처지만 꿈꾸겠는가? 그렇지 않으면 농촌으로 돌아가 문맹퇴치에 노력하려는가? 거듭 말하노니 우리 농촌으로 달려가자! 손을 잡고 달려가자! |

“교문에서 농촌에”는 조선일보 1928년 4월 1일자 신문에 실린 최용신의 졸업소감문이다. 여기서 최용신은 여성의 사회생활에서의 중요한 역할을 강조한다. 지금까지 사회가 남성들의 노력에도 불구하고 기대만큼 발전하지 못한 까닭은 여성들의 협력이 없던 까닭이라고 한다.  최용신은 여성의 우월, 남성의 무능을 이야기하기 보다는 여성의 책임과 남녀의 역할을 강조한다.

### 새벽 종소리에 따라 올리는 기도
| …..(생략)... 이 거룩한 종소리 몹시도 신비롭고 처량히 울릴 때, 침상에 의지하였던 이 몸은 무한한 감흥의 충동을 받아 방문을 열고 나와, 한 걸음 한 걸음 발길을 옮겨 층층대까지 나오게 되었다. 아직도 어둠의 검은 막이 그대로 남았고 종소리 또다시 울린다. 온 우주는 침묵에 깊이 잠들었고 창공에 수없는 별만 반짝이는 그 아래, 혼자서 기쁨을 이기지 못하는 나는 고요히 머리를 숙이고, 무릎을 꿇어 대주재 여호와께 감사를 올리게 되었다. “전능하신 여호와의 능력이 아니면 어찌 이 아름다운 새벽이 있으며, 하나님의 은혜가 아닌들 어찌 나로 하여금 이 기쁨의 동산을 보게 하였으라오. 하나님은 홀로 하나이시니 전능하시도다. 하나님의 은혜는 무한하시니 내 감사하는 바로다. 여호와의 이름을 만세에 높이고 여호와의 성호를 영원토록 찬양하리로다. 오, 하느님 계신 이 동산에서 하나님이 지으신 이 새벽에 이 아름다운 자연 속에서 나로 하여금 뛰놀게 하시고 노래하게 하셨으니, 주여 그 은혜 감사하는 바로소이다. 아버지 하나님이시여, 이 고요하고 맑은 새벽같이 이 마음도 맑고 고요하게 하여 주소서. 아버지 하나님, 들려오는 거룩한 종소리같이 이 몸을 강하게 해 주시며, 이 입으로 나오는 말이 모든 사람의 정신을 일깨우게 하여 주소서. 저 종소리는 거룩합니다. 그 속에는 아무 시기와 질투와 거짓이 없습니다. 오, 주여, 이 마음 속의 모든 불의한 생각을 내버리게 도와 주소서. 주여, 내가 저 종소리를 들음같이 이 죄인의 기도 소리를 들어주소서. 거룩하신 주여, 이 몸은 주님을 위하여 바치나이다. 여호와여, 이 몸은 남을 위하여, 형제를 위하여 일하겠나이다. 여호와여, 살아도 주를 위하여 살고, 일하여도 의를 위하여 일하옵고, 죽어도 다른 사람을 위하여 죽게 하소서 여호와여, 이 몸을 주께 바치오니 이 아침 공기가 신성하고 깨끗함 같이 내 마음을 새롭게 하소서. 오, 주여, 오늘 하루를 기쁘게 하여 주소서.(1929년 4월 2일) |

이 기도문은 최용신 소전을 쓰기 위해 자료 조사를 하던 류달영이 여동생 최용경에게 받은 것이다. 최용신의 농촌계몽활동은 바로 ‘남을 위해 죽겠다’라는 신앙의 힘이 바탕이 되었다.

### 나의 소감
| 이 세상 어디를 가보아도 계급차별이나 빈부차별로 인해 비극이 발생하고 있습니다. 그러나 이 학교 안에서는 이러한 모습의 계급, 민족, 빈부, 귀천의 사상을 초월한 그리스도 예수의 사랑이 발휘되고 있는 것에 감탄하지 않을 수 없습니다. 어떤 위대한 사람도 사랑을 갖지 못하면 결핍이 있고, 개인에서도, 가정에서도, 사회에서도, 진실한 사랑을 갖지 않는다면 진정한 행복은 없을 것입니다. 또 어떠한 행복한 가정이라도 사랑이 없다면 언젠가는 불행을 초래하고, 어떤 강한 힘을 갖고 있는 민족도 사랑이 없다면 멸망하게 됩니다. 어떤 문명사회도 사랑이 없는 사회는 부패하게 되고, 어떤 국제평화를 외쳐도 사랑이 없는 평화는 결코 성립되지 않을 것입니다. 그러므로 이 학교 안에서 수양하고 있는 저로서는 이러한 예수 그리스도의 사랑으로 개인의 행복을 위해, 사회의 안정을 위해, 세계의 평화를 위해 도처에 사랑을 실현하고 발휘하여 평화의 나라, 하나님의 나라가 이 우주에 임하는 것을 축원합니다. 1934년 7월 20일 사회사업과 최용신 |

최용신이 일본 유학으로 고베여자신학교에 다닐 때, 첫 학기를 마치고 쓴 글로 학교교지인 “청공靑空”에 실린 글이다. 이 글에서 최용신은 편협하게 차별하지 말고 세계를 형제같이 사랑하자고 하며, 사해동포적인 사랑을 표한다.

### 농민의 하소연
| …..(생략)......그리고 나는 내가 사는 동네의 현상을 여러분 앞에 내어 놓고 싶습니다. 내가 사는 이 촌은 우리 조선에서 두메라고 부를 만한 벽촌으 아니외다. 서울서도 멀지 않은 서해안의 작은 산골짜기랍니다. 이 촌을 가리켜 근방에서는 교촌이라고 부르니, 그 까닭은 이 곳에 기독교가 들어온 지 20여년이 되었고, 그 영향으로 인하여 학술 강습소가 마을 가운데 제일 높은 곳에 있으므로, 이 촌을 가리켜 문화촌이라고까지 부릅니다. 이 강습소에는 근방 십여 동네의 아동이 모여오니 그 수가 100여 명이나 됩니다. 이 많은 아동의 가정 정도를 말씀하면 본 면은 호수가 1400이나 되나 그 중에 1년 수입 150원 이하의 호수가 910호나 되는 극히 빈한한 지방이므로, 이 강습소는 그 대중을 가르치는 데 사명을 다하고 있습니다. 이렇듯 이 지방의 중요한 기관이 이 강습소이나 이것도 우리 농민들의 손으로 독립경영을 하지 못하고 사업가들의 후원을 받아 왔습니다. 이것은 우리 농민의 여유 없는 생활이 이만한 기관 하나를 경영하지 못한다는 것을 증명하고 있습니다. 이런 현상 가운데서도 우리들은 좀더 향상하고 좀더 진보하려고 분투 노력하고 있습니다. 그러나 문화촌이라는 이름을 듣고 교촌이라는 친호를 받는 이 촌 중에 비통한 울음소리가 하늘에 사무치고 땅에 올라오니 목석이 아니고서야 어찌 볼 수 있사오리까. 이 비통한 울음은 다름이 아니라 우리의 불쌍한 어린이들이 배우고 가르치는 강습소가 폐쇄된다는 원통한 울음이었습니다. 사업가의 열성도 경제도 제한이 있어 이제부터는 후원의 손을 끊는다는 소식이 들림에 우리들은 낙망의 눈물, 비통한 울음이 나오는 것입니다. 가르칠 줄도 알고 배울 줄도 알건마는 우리에게는 여유가 없습니다. 배움에 굶주린 우리 농촌 어린이들은 장차 어디로 가며, 가르쳐 주고 싶은 우리의 마음을 어디다 하소하오리까? 조선의 부흥은 농촌에 있고 민족의 발전은 농민에 있다 하거든, 배우지 못하고 가르치지 못한 우리에게 무슨 발전이 있으며 늘어감이 있겠습니까? 오호, 우리 농민의 하소를 어찌 다 기필하오리까? 이 앞으로 긴긴 밤에 잠 못 이루고 나오는 한숨과 흐르는 눈물에 땅이 꺼지지 마사이다. 도시의 여러분이여! 당신들은 얼마나 행복스럽고 얼마나 안락하십니까? 여러분 중에는 하루 저녁 오락비와 한 벌 옷감으로 몇 백원을 쓴다 하시거든 우리 농촌의 어린이들은 자라기에 배가 고프고 배움에 목이 마릅니다. 여러분이시여! 곡식을 심으면 일 년의 계가 되고 사람을 기르면 백 년의 계가 된다고 하였거든, 이 강산을 개척하고 이 겨레를 발전시킬 농촌의 어린이를 길러 주소서. 뜻 있는 이여! 우리 농촌의 아들과 딸의 눈물을 씻어주소서.(‘여론’ 제2권 제 11호 1934.10.3) |

“농민의 하소연”은 최용신이 일본 유학에서 돌아온 뒤 YWCA가 재정난으로 더 이상 천곡(샘골)학원에 후원을 못해준다고 통보했을 때, 사회에 도움을 구하기 위해 “여론”이라는 잡지에 실은 호소문이다.  하지만 최용신의 이 기고문은 유고가 된다.

### 유언장
| 一, 나는 갈지라도 사랑하는 천곡 강습소를 영원히 경영하여 주시오. 二, 김군과 약혼한 후 십년되는 금년 사월부터 민족을 위해 사업을 같이하기로 하였는데 살지 못하고 죽으면 어찌하나. 三, 샘골 여러 형제를 두고 어찌 가나. 四, 애처로운 우리 학생들의 전로 어찌하나 애처로운 우리 학생들의 진 로를하나. 五, 어머님을 두고가매 몹시 죄송하다. 六,내가 위독하다고 각처에 전보하지 마라. 七,유골을 천곡 강습소 부근에 묻어주오. |

최용신은 죽는 순간까지 천곡(샘골)과 학생들을 생각했다. 천곡(샘골) 형제들의 안위와 학생들의 진로를 걱정했다. 그리고 최용신이  죽던 1935년 4월이 김학준과 사업을 시작하기로 약속한 약혼한지 10년 째였다. 약속을 지키지 못하고 죽는 것에 대한 미안함도 나타나 있다. 그리고 자신의 죽음이 혼란하게 할 것을 염려하여 자신의 위독을 전보하지 말라고 이야기했다. 끝까지 천곡(샘골) 강습소를 걱정하며 강습소 근방에 묻어달라고 유언하였다.  역사학자 이덕일의 《여인열전》(김영사)에 따르면, 샘골교회(기독교대한감리회)의 뒷편 언덕 아래의 묘비에는 최용신 선생의 가르침을 적었다.
| “ | 겨레의 후손들아! 위대한 사람이 되는 네 가지 요소가 여기 있나니, 첫째는 가난의 훈련이요, 둘째는 어진 어머니의 교육이요, 세번째는 청소년 시절에 받은 큰 감동이요, 넷째는 위인의 전기를 많이 읽고 분발함이라 | ” |

## 최용신을 소재로 한 작품

### 소설 《상록수》 (1935년) -심훈
《상록수》는 심훈(沈熏)이 최용신을 모델로 하여 지은 장편소설로, 1935년 동아일보사의 ‘창간 15주년 기념 장편 소설 특별 공모’에 당선되어, 같은 해 9월 10일부터 1936년 2월 15일까지 『동아일보』에 연재되었다.
《상록수》의 배경이 되는 1930년대 우리 농촌은 일제의 극악한 식민지 수탈로 인하여 극도로 피폐해졌고, 이것이 심각한 국내 문제로 대두되자 관에서 농촌 문제에 관심을 보이기 시작하였다. 이를 계기로 당시 언론기관에서도 대대적인 농촌계몽운동을 전개하였는데, 『조선일보』의 ‘문맹퇴치운동’과 『동아일보』의 ‘브나로드 운동’이 바로 그것이다. 이 운동들에서 취재되고, 또 이 운동들을 고무한 대표적인 작품이 이광수(李光洙)의 《흙》과 심훈의 《상록수》이다.
《상록수》는 이광수의 《흙》과 더불어 일제강점기 농촌사업과 민족주의를 고무한 공로로 한국 농촌소설의 쌍벽으로 평가된다. 식민지 현실을 의식한 이 작품은 계몽운동가의 저항 의식을 형상화시킴으로써 이상으로서의 계몽을 앞세우는 낭만적 수사의 한계를 벗어나, 구체적 상황에 입각한 농민문학의 기틀을 확립하는 데 공헌하였다는 평가를 받고 있다.

### 영화 《상록수》 (1961년) -신상옥
1935년에 소설 《상록수》가 발표된 후 1961년, 《상록수》는 신상옥감독에 의해 영화화되었다. 제작 신필림, 각본 김강윤의 영화 《상록수》에는 최은희·신영균·허장강·도금봉·신성일이 출연하였다. 50,000명의 관람객을 모은 《상록수》는 1962년 '제 1회 대종상영화제에서 수상하였으며 1962년 '제 9회 아시아영화제에서 각본상, 남우주연상 등 여러 상을 수상하였다.

### 영화 《상록수》 (1978년) -임권택
1978년에 임권택 감독에 의하여 다시 한 번 영화화 된 《상록수》에는 한혜숙·김희라·이일웅·김형자 등이 출연하였다. 하지만 관객수 861명을 기록하며 큰 흥행을 이루지 못했다.

## 축제와 교육행사
- 상록수문화제

2013년부터 개최된 문화제로 1932년에 최용신 선생과 마을 사람들이 함께 한 추석놀이를 이어받아, 지금의 안산시가 함께 만드는 축제다. 축제의 주최는 안산시와 상록수 마을, 최용신기념관, 국가보훈처 등이다.

상록수 문화제에서 진행하는 행사는 매년 조금씩 다른 프로그램을 선보이지만 공통적으로 나라사랑체험박람회, 기념식 및 음악회, 공연, 사생대회 등을 한다. 상록수 나라사랑체험박람회는 교육활동으로 독립운동을 하신 최용신 선생과 독립을 위해 몸을 던진 위대한 분들을 체험활동을 통해 배울 수 있는 박람회이다. 참여 기관으로는 서대문형무소 역사관, 안성3.1운동 기념관, 안중근 기념관, 심훈 기념관, 윤봉길 의사 기념관등이 참여하여 체험 부스를 운영한다. 각 기관에서 서대문 형무소 체험, 태극기 만세가방 만들기 체험, 하얼빈 저격 장면 재현하기, 심훈 시화부채 그리기 체험 등을 한다.

제 2회 상록수 문화제(2014.9.27)에서는 설 상록수의 주인공인 최용신 선생의 상록수 정신을 계승하고, 주민들의 문화욕구 충족 및 지역상권 활성화에 기여하기 위해 추진했다. 상록수 나라사랑체험박람회, 사생대회, 부대행사, 주민자치센터 프로그램 및 재능발표회, 기념식 및 음악회를 진행했다.

제 3회 상록수 문화제(2015.9.19)에서는 순국 80주년과 광복 70주년을 기념하기 위한 교육과 체험프로그램 위주로 기획됐다. 사생 대회, 공연, 전국 독립 관련 기념관 나라사랑체험박람회, 기념식 및 음악회 등을 진행했다.

제 4회 상록수 문화제에서(2016.9.10)는 문화제 개최 전에 안산시민들이 상록수문화제 오픈 테이블을 통한 결과를 축제로 기획했다. ‘샘골 마을 놀이터’, ‘샘골 마을 공연장’, ′샘골 마을 전시장’등의 프로그램과 최용신 기념관과 샘골 교회, 성호기념관등이 참여한 최용신 교육체험박람회, 기념식 및 음악회를 진행했다.

## 같이 보기
- YWCA
- 최용신기념관
- 최용신 선생묘

## 참고 자료
- 《여인열전》/이덕일 지음/김영사
- 최용신 : 독립유공자 공훈록 - 국가보훈처